# Målstyrning
Målstyrning innebär att styra en verksamhet med uppsatta mål hellre än genom att styra processer inom organisationen. Målstyrning kopplas ofta samman med decentralisering. Förenklat tilldelas självständiga enheter krav som de ska uppfylla och har sedan autonomi när det gäller att bestämma hur detta skall göras. Alternativ till målstyrning är Orderstyrning och Värderingsstyrning. 
Fullständig målstyrning i sig är vanligare inom offentlig sektor men intressekonflikter och skilda förhållningssätt mellan den politiska ledningen och de utförande tjänstemännen leder ofta till att styrningsmetoden motverkas. Ur demokratisk synvinkel förlorar då de folkvalda en del av sitt inflytande över organisationen (se tjänstemannavälde). Som reaktion händer det att detaljstyrning tillämpas. Problemen som då uppstår är att politiker som lekmän styr med både mål och medel och tjänstemännen som professionella tvingas följa förhållningsorder som inte alltid är riktiga eller effektiva. I flera länder har exempelvis målstyrning av polisen kritiserats för att lägga för stor fokus på kvantitativa mål.

## Historik
Styrning av företag handlar om att uppnå ett önskat framtida läge. Företag och andra organisationer har styrts i alla tider. Olika principer och modeller varit framgångsrika vid olika tider baserat på den kontext styrmodellen har använts i. Orderstyrning, ett begrepp från militär organisationsteori, är en av de tidigare. MBI (Management by Instructions) på engelska har sitt ursprung i början på 1900-talet. Målstyrning eller MBO (management by objectives) har sitt ursprung kring 1960-talet och Värderingsstyrning MBV (Management by Value) har sitt ursprung kring 1990-talet.